# Кубок Естонії з футболу 2011—2012
Кубок Естонії з футболу 2011–2012 — 22-й розіграш кубкового футбольного турніру в Естонії. Титул всьоме здобув клуб Левадія.

## Календар
| Раунд        | Дата                          | Матчі | Клуби   |
| ------------ | ----------------------------- | ----- | ------- |
| Перший раунд | 6-31 липня 2011               | 26    | 90 → 64 |
| 1/32 фіналу  | 2-17 серпня 2011              | 32    | 64 → 32 |
| 1/16 фіналу  | 30 серпня - 5 жовтня 2011     | 16    | 32 → 16 |
| 1/8 фіналу   | 21 вересня - 2 листопада 2011 | 8     | 16 → 8  |
| 1/4 фіналу   | 24-25 квітня 2012             | 4     | 8 → 4   |
| 1/2 фіналу   | 8 травня 2012                 | 2     | 4 → 2   |
| Фінал        | 26 травня 2012                | 1     | 2 → 1   |

## 1/16 фіналу
| Команда 1              | Рахунок         | Команда 2            |
| ---------------------- | --------------- | -------------------- |
| 30 серпня 2011         |                 |                      |
| Орбііт (3)             | 0:3             | Вільянді             |
| 31 серпня 2011         |                 |                      |
| Елва (4)               | 1:2             | Маарду (4)           |
| Транс (Нарва)          | 9:0             | Наві (4)             |
| Курессааре             | 2:1             | Велко Електер (4)    |
| Калев (Сілламяе)       | 8:0             | Виру (4)             |
| Пярну (2)              | 13:0            | Соккернет (5)        |
| Ківіилі Тамме Авто (2) | 1:3             | Пайде                |
| Нимме Калью II (3)     | 4:4 дч пен. 3:4 | Лоотос (Пилва) (4)   |
| 7 вересня 2011         |                 |                      |
| Флора II (2)           | 2:1             | Арарат (Таллінн) (4) |
| Пайде Кумаке (3)       | 3:2             | Ганвікс Тюрі (3)     |
| Лейсі (5)              | 0:1             | Сааремаа (4)         |
| Пуума (Таллінн) (2)    | 1:4             | Флора                |
| Левадія                | 5:0             | Інфонет (2)          |
| Йокер 1993 (4)         | 1:4             | Таммека (Тарту)      |
| 14 вересня 2011        |                 |                      |
| Кейла (4)              | 2:5 дч          | Раквере Тарвас (3)   |
| 5 жовтня 2011          |                 |                      |
| Отепяе (4)             | 0:7             | Калев (Таллінн) (2)  |

## 1/8 фіналу
| Команда 1          | Рахунок         | Команда 2           |
| ------------------ | --------------- | ------------------- |
| 21 вересня 2011    |                 |                     |
| Пайде Кумаке (3)   | 0:1             | Флора II (2)        |
| 4 жовтня 2011      |                 |                     |
| Вільянді           | 2:1 дч          | Раквере Тарвас (3)  |
| 5 жовтня 2011      |                 |                     |
| Лоотос (Пилва) (4) | 0:9             | Флора               |
| 8 жовтня 2011      |                 |                     |
| Транс (Нарва)      | 6:0             | Маарду (4)          |
| 9 жовтня 2011      |                 |                     |
| Сааремаа (4)       | 1:4             | Пярну (2)           |
| 1 листопада 2011   |                 |                     |
| Пайде              | 3:3 дч пен. 7:6 | Калев (Сілламяе)    |
| Таммека (Тарту)    | 7:0             | Курессааре          |
| 2 листопада 2011   |                 |                     |
| Левадія            | 4:1             | Калев (Таллінн) (2) |

## 1/4 фіналу
| Команда 1      | Рахунок | Команда 2       |
| -------------- | ------- | --------------- |
| 24 квітня 2012 |         |                 |
| Транс (Нарва)  | 2:1     | Таммека (Тарту) |
| Флора          | 3:0     | Вільянді        |
| 25 квітня 2012 |         |                 |
| Пайде          | 4:0     | Пярну (2)       |
| Флора II (2)   | 0:2     | Левадія         |

## 1/2 фіналу
| Команда 1     | Рахунок         | Команда 2     |
| ------------- | --------------- | ------------- |
| 8 травня 2012 |                 |               |
| Пайде         | 0:1             | Транс (Нарва) |
| Левадія       | 0:0 дч пен. 5:4 | Флора         |

## Фінал
| 26 травня 2012 17:00 (EEST) |

| Транс (Нарва) | 0:3      | Левадія                                |
| ------------- | -------- | -------------------------------------- |
|               | Протокол | Подголюзін 40' Артюнін 65' Морозов 81' |

| А. Ле Кок Арена, Таллінн Глядачів: 3 007 Арбітр: Роомер Тараєв |